# Quand la musique est bonne
Singles de Jean-Jacques Goldman
Quelque chose de bizarre
(1982) Comme toi
(1983)
Pistes de Jean-Jacques Goldman (Minoritaire)
Veiller tard Je ne vous parlerai pas d'elle
Quand la musique est bonne est une chanson française écrite et interprétée par Jean-Jacques Goldman. Sortie en 1982, elle est le premier single issu de son deuxième album studio. Elle fait partie des plus grands titres du chanteur, notamment grâce à un refrain très entraînant.

## Genèse
La chanson est un hommage au blues, et en particulier à la chanson Tobacco Road de John D. Loudermilk, sortie en 1960, puis reprise par de nombreux artistes. Le texte y fait référence explicitement dans les premières paroles : « J'ai trop rôdé dans les tobacco road ». Il fait également référence à la marque de guitare Gibson : « J'ai trop saigné sur les Gibson ».
Le matériel sonore (instruments) se compose de batterie, de contrebasse, de piano, d’un saxophone alto lors du solo et d'un chœur mixte utilisé lors du refrain.
Le single est certifié disque d'or en 1982 et s'écoule au total à plus de 800 000 exemplaires.
Ce titre a également été édité en maxi 45 tours (référence: SDC82) dit « promo » (pour clubs et radio) qui propose la version de 5 minutes 28 (inédite sur CD).

## Liste des titres
| A. | Quand la musique est bonne | 3:40 |
| B. | Veiller tard               | 3:50 |

## Classements
| Classement (1982-83)          | Meilleure place |
| ----------------------------- | --------------- |
| Europe (Europarade)           | 25              |
| France (IFOP)                 | 1               |
| Québec (Palmarès francophone) | 43              |

| Classement (1983) | Position |
| ----------------- | -------- |
| France (SNEP)     | 13       |

### Certification
| Pays                                                             | Certification | Ventes certifiées |
| ---------------------------------------------------------------- | ------------- | ----------------- |
| France (SNEP)                                                    | Or            | 500 000*          |
| *Ventes selon la certification xNon précisé par la certification |               |                   |

## Reprises
En 2004, la chanson Money de David Guetta reprend le riff de guitare de Quand la musique est bonne.
En 2013, la chanson est reprise par Amel Bent et Soprano pour l'album Génération Goldman 2. Il s'agit du premier single extrait de l'album.